# Thiêu kết

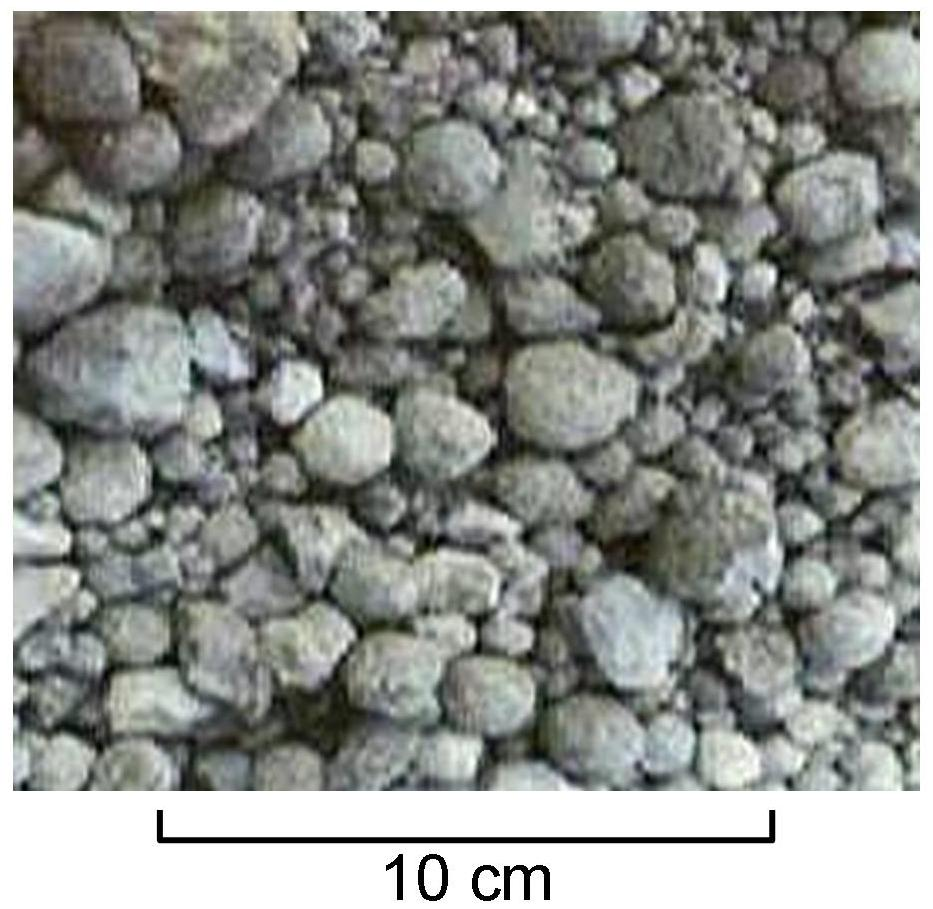
Các khối Clinke được tạo ra bởi thiêu kết

Thiêu kết là quá trình nén vật liệu để tạo thành một khối rắn bằng nhiệt hoặc áp suất mà không nung chảy nó đến điểm hóa lỏng.
Thiêu kết xảy ra một cách tự nhiên trong mỏ khoáng sản hay là một quá trình sản xuất sử dụng kim loại, đồ gốm, nhựa, và các vật liệu khác. Các nguyên tử trong các vật liệu khuếch tán qua ranh giới các hạt, dung hợp các hạt với nhau và tạo ra một mẫu rắn. Bởi vì nhiệt độ thiêu kết không cần phải đạt đến nhiệt độ nóng chảy của vật liệu, thiêu kết thường được chọn làm quá trình tạo hình cho các vật liệu có nhiệt độ nóng chảy cực kỳ cao như wolfram và molybdenum. Một ví dụ về thiêu kết có thể quan sát được đó là khi các cục đá trong một ly nước dính vào nhau, gây ra bởi sự khác biệt nhiệt độ giữa nước và đá. Ví dụ về thiêu kết do áp suất là sự nén các hạt tuyết rơi thành băng, hoặc sự hình thành một quả bóng tuyết bằng cách ép những hạt tuyết rời với nhau.

## Tổng quan
Thiêu kết có hiệu quả khi quá trình làm giảm độ rỗng và tăng cường các đặc tính như độ bền, độ dẫn điện, độ trong mờ và độ dẫn nhiệt; hơn nữa, thiêu kết có thể hữu dụng để tăng độ bền vật liệu trong khi giữ lại hằng số hấp thụ khí gas của nó như trong các bộ lọc hoặc chất xúc tác. Trong quá trình đốt, sự khuếch tán phân tử khiến bề mặt các hạt bột bị tiêu đi theo từng bước, bắt đầu bằng việc hình thành vùng thắt cổ chai giữa các hạt và kết thúc với sự tiêu biến của các lỗ khí nhỏ ở cuối quá trình.
Đối với các đặc tính như độ bền và độ dẫn, mối quan hệ giữa vùng liên kết và kích thước hạt là yếu tố quyết định. Các biến có thể được điều chỉnh đối với bất kỳ vật liệu nào là nhiệt độ và kích thước ban đầu của hạt, bởi vì áp suất hơi phụ thuộc vào nhiệt độ. Qua thời gian, bán kính hạt và áp suất hơi lần lượt tỷ lệ thuận với (p0)2/3 và để (p0)1/3.
Sự kiểm soát nhiệt độ là rất quan trọng đối với quá trình thiêu kết, vì sự khuếch tán biên-hạt và dung tích khuếch tán phụ thuộc nhiều vào nhiệt độ.

## Thiêu kết gốm
Thiêu kết là một phần của quá trình đốt cháy được dùng trong sản xuất đồ gốm và các vật thể ceramic khác. Các vật thể này được làm từ các chất chẳng hạn glass, alumina, zirconia, silica, magnesia, lime, beryllium oxide, và ferric oxide. Một số vật liệu ceramic thô có độ bám dính nước chỉ số dẻo thấp hơn đất sét, cần thêm các chất phụ gia vô cơ trước khi thiêu kết. Quy trình chung để tạo các vật thể ceramic thông qua thiêu kết bột bao gồm:
- Trộn nước, binder, deflocculant, và bột ceramic chưa đốt để tạo thành hồ;
- Làm khô hồ;
- Cho bột đã được phun khô vào khuôn và nén chúng thành một green body (một mẫu ceramic chưa thiêu kết);
- Nung green body ở nhiệt độ thấp để đốt cháy hết binder;
- Thiêu kết ở một nhiệt độ cao để dung hợp các hạt ceramic với nhau.

Thiêu kết được tiến hành ở nhiệt độ cao. Bên cạnh đó, các ngoại lực thứ hai và/hoặc thứ ba (chẳng hạn áp suất, dòng điện) có thể được sử dụng. Ngoại lực thứ hai thường dùng là áp suất. Vì vậy, thiêu kết mà chỉ được thực hiện bởi nhiệt độ gọi chung là "thiêu kết không áp".

## Thiêu kết được hỗ trợ bởi dòng điện
Kỹ thuật này sử dụng dòng điện để điều khiển hoặc tăng cường sự thiêu kết. Kỹ sư người AnhA. G. Bloxam đã đăng ký bằng phát mình đầu tiên vào năm 1906 về thiêu kết bột sử dụng dòng điện trực tiếp trong chân không. Mục đích chính của phát minh của ông là sản xuất công nghiệp dây tóc cho đèn incandescent lamps bằng cách nén các hạt tungsten hoặc molybdenum. Dòng điện đặc biệt hiệu quả trong việc làm giảm bề mặt các oxide và tăng độ phát xạ của các dây tóc.
Năm 1913, Weintraub và Rush đăng ký phát minh một phương pháp thiêu kết được biến đổi, kết hợp dòng điện và áp suất. Lợi ích của phương pháp này được chứng tỏ đối với thiêu kết các kim loại chịu nhiệt cũng như bột carbide hoặc ni-trít. Bột boron–carbon hoặc silicon–carbon ban đầu được đặt trong một ống cách điện và nén bởi hai thanh đóng vai trò như điện cực dòng điện. Nhiệt độ thiêu kết được ước tình là 2000 °C.
Ở Hoa Kỳ, thiêu kết lần đầu tiên được đăng ký phát mình bởi Duval d'Adrian vào năm 1922. Quy trình ba-bước của ông nhằm sản xuất các khối chịu nhiệt từ các vật liệu oxide như zirconia, thoria hoặc tantalia. Các bước đó là: (i) cho bột vào khuôn; (ii) ủ nó ở 2500 °C để làm nó dẫn; (iii) áp dụng thiêu kết dòng điện-áp suất như phương pháp của Weintraub và Rush.
Thiêu kết sử dụng hồ quang được tạo ra thông qua một tụ phóng điện để loại trừ các oxide trước khi nung nóng bằng dòng điện trực tiếp, được đăng ký phát minh năm 1932 bởi G. F. Taylor. Các kỹ thuật đã được phát triển qua nhiêu thập kỷ, và được tóm lược trong hơn 640 bằng phát minh.
Trong số các công nghệ này, được biết đến nhiều nhất là thiêu kết trở kháng (còn gọi là ép nóng) và  spark plasma sintering, trong khi Electro Sinter Forging là bước tiến mới nhất trong lĩnh vực này.

## Sự đặc hoá, thủy tinh hoá và sự lớn lên của tinh thể

### Cơ chế thiêu kết
Thiêu kết xảy ra bởi sự khuếch tán các phân tử qua vi cấu trúc. Sự khuếch tán này gây ra bởi một gradien thế hoá học - nguyên tử di chuyển từ vùng có thế hoá học cao hơn đến vùng có thế hoá học thấp hơn. Các con đường khác nhau mà các nguyên tử di chuyển từ điểm này đến điểm khác là chính là cơ chế thiêu kết. Sáu cơ chế chung là:
- Surface diffusion – Nguyên tử khuếch tán dọc theo bề mặt của hạt
- Vapor transport – Các nguyên tử bốc hơi và ngưng tụ trên một bề mặt khác
- Lattice diffusion from surface – Nguyên tử trên bề mặt khuếch tán qua lưới tinh thể
- Lattice diffusion from grain boundary – Nguyên tử ở biên hạt khuếch tán qua lưới tinh thể
- Grain boundary diffusion – Nguyên tử khuếch tán dọc theo biên hạt
- Plastic deformation – Sự lệch mạng gây ra dòng chảy vật chất